# Salechard
Salechard, ros. Салехард (do 1933 r. Obdorsk) – miasto w Rosji, nad Obem, ośrodek administracyjny Jamalsko-Nienieckiego Okręgu Autonomicznego. 49.2 tys. mieszkańców.
W mieście rozwinął się przemysł rybny oraz drzewny.

## Historia
Miasto założono w 1595 jako umocniony gród i nazwano Obdorsk, która to nazwa wywodziła się nazwy rzeki Ob i komijskiego słowa dor, oznaczającego brzeg, oraz często występującej w nazwach rosyjskich miejscowości końcówki -sk. W 1635 zmieniono nazwę na Obdorska Strażnica, a w mieście pojawili się stali mieszkańcy. Umocnienia obronne zlikwidowano w 1807.
Miejscowość straciła swój miejski status, pozostając do końca 1923 centrum administracyjnym wołosti obdorskiej, w powiecie (ujeździe) bierozowskim, guberni tobolskiej.
3 listopada 1923 Obdorsk awansował do rangi centrum administracyjnego rejonu obdorskiego w nowo powstałym obwodzie uralskim, a następnie 10 grudnia 1930 został ośrodkiem administracyjnym Jamalsko-Nienieckiego Okręgu Autonomicznego.
Kolejne zmiany to nowa nazwa Salachard (w języku nienieckim – osiedle na cyplu) nadana 20 czerwca 1933 i odzyskanie praw miejskich 27 listopada 1938.
Od początku istnienia Obdorsk był miejscem zsyłek. W latach 1894–1902 przebywał tam na zesłaniu duchowy przywódca odstępców od prawosławia, tzw. duchoborców – Piotr Wierygin. Po rewolucji październikowej władze sowieckie zsyłały tam prawosławnych biskupów, między innymi arcybiskupa Prokopa (Titowa) i biskupa Ambrożego (Polańskiego).

## Klimat
W Salechardzie lata są krótkie, chłodne i znacznie zachmurzone, a zimy są długie, lodowate, śnieżne, wietrzne i pochmurne. W ciągu roku temperatura waha się od -27°C do 19°C i rzadko spada poniżej -39°C lub przekracza 26°C.
Ocena atrakcyjności turystycznej wskazuje, że aby skorzystać z ciepłej pogody, Salechard najlepiej odwiedzić w okresie od późnego czerwca do wczesnego sierpnia. Od września do maja występuje bowiem nierzadko znaczna pokrywa śnieżna(momentami dochodząca nawet do 1 metra) i srogie mrozy.

## Ludność
- 1897[3] – 500
- 1939[4] – 12 764
- 1959[5] – 16 567
- 1989[6] – 32 334
- 1998[3] – 30 500
- 2010[7] – 42 544
- 2018[1] – 49 214